# 皱褶马先蒿凸尖亚种
皱褶马先蒿凸尖亚种（学名：Pedicularis plicata sp. apiculata）为玄参科马先蒿属下的一个亚种。

## 扩展阅读
- 維基物種上的相關：皱褶马先蒿凸尖亚种